# هیناکو ساکورای
هیناکو ساکورای (انگلیسی: Hinako Sakurai؛ زادهٔ ۲ آوریل ۱۹۹۷) مدل (شخص)، و بازیگر اهل ژاپن است. وی از سال ۲۰۱۴ میلادی تاکنون مشغول فعالیت بوده‌است.